# Rörspräckning
Rörspräckning, även kallat bursting, är en schaktfri teknik för att renovera ledningar för vatten och avlopp. Tekniken innebär att man med hjälp av hydraulik drar en spräckkona genom den befintliga ledningen. Konan spräcker upp den befintliga ledningen och skapar samtidigt en kanal för den nya ledningen. En ny ledning – oftast ett plaströr – monteras i konans bakkant.
Tekniken är vibrationsfri. Med rörspräckning är det möjligt att öka ledningsarean med 50-70 procent. Nackdelar med tekniken är att det uppspräckta röret finns kvar i marken och att vassa skärvor kan skada det nya röret exempelvis i samband med tjälrörelser eller sättningar. Vid stor ökning av ledningsarean kan näraliggande markledningar påverkas eller flyttas ur sitt läge.

## Tekniska data
| Max ledningsdiameter | 1000 mm                               |
| Max längd            | 150 meter                             |
| Rörmaterial          | Alla befintliga material kan spräckas |
| Nytt rörmaterial     | Plast, segjärn                        |
| Utrymmesbehov        | Start- och slutschakt                 |
| Begränsningar        | Byggnader, berg                       |